# Albrecht zu Sayn-Wittgenstein-Berleburg (Standesherr, 1834)
Albrecht Friedrich August Carl Ludwig Christian zu Sayn-Wittgenstein-Berleburg (* 16. März 1834 in Berleburg; † 9. November 1904) war ein deutscher Standesherr.

## Leben
Albrecht zu Sayn-Wittgenstein-Berleburg war Angehöriger des Hochadelsgeschlechts der Fürsten Sayn-Wittgenstein-Berleburg. Seine Eltern waren Albrecht zu Sayn-Wittgenstein-Berleburg (1777–1851) und dessen Ehefrau Christiane Charlotte Wilhelmine Gräfin zu Ortenburg (1802–1854).
Nach dem Tod seines Vaters wurde er als ältester Sohn 1851 Standesherr. Damit verbunden waren eine Reihe von Vorrechten, darunter eine Virilstimme auf dem Provinziallandtag der Provinz Westfalen. Entsprechend war er 1851 bis 1871 Mitglied des Provinziallandtags. Als Standesherr durfte er sich dort vertreten lassen. So ließ er sich auf dem Provinziallandtag 1868 durch seinen Bruder Gustav zu Sayn-Wittgenstein-Berleburg und 1865 und 1871 durch seinen Bruder Carl zu Sayn-Wittgenstein-Berleburg vertreten. Als Standesherr war er auch Mitglied im Preußischen Herrenhaus. Er trat dort aber nie förmlich ein.
Fürst Albrecht gilt als Erhalter des heutigen Rotwildbestandes in Wittgenstein. Nachdem vor seiner Zeit der Bestand des Hochwildes fast überall in Westfalen ausgerottet war, stellte er ein Schutzprogramm auf, das den Bestand langfristig sicherte.
Sayn-Wittgenstein-Berleburg, der evangelischer Konfession war, starb kinderlos. Daher folgte ihm sein Neffe  Richard als Fürst nach.